# Floyd MacFarland

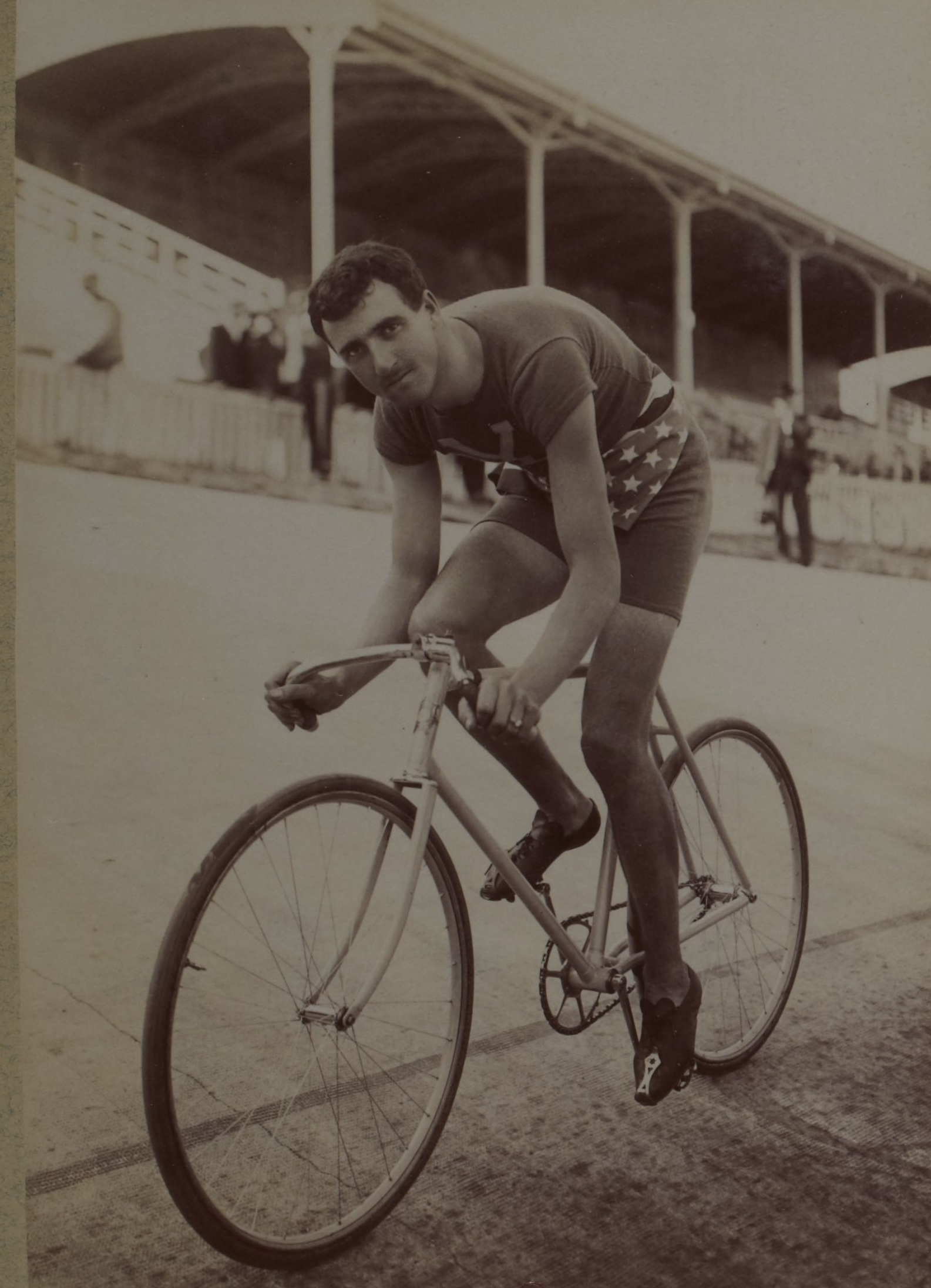
Floyd MacFarland (1901/02)

Floyd MacFarland (* 9. Juli 1878 in San José, Kalifornien; † 17. April 1915 in Newark, New Jersey) war ein US-amerikanischer Bahnradsportler. Er gehörte Anfang des 20. Jahrhunderts zu den Pionieren des Sechstagerennens.

## Biographie

### Sportlaufbahn
1896 sowie 1898 wurde Floyd MacFarland US-amerikanischer Meister der Profis im Sprint. Sein größter Rivale in dieser Disziplin war der schwarze Fahrer Major Taylor, dem McFarland, Abkömmling einer Pflanzer-Familie aus Virginia, gemeinsam mit einer „racist clique“ das Leben schwer machte. Er gründete sogar einen eigenen nationalen Rennfahrerverband, die „Cycle Racing Association“, um Taylor, dessen Großeltern noch Sklaven gewesen waren, aus den Rennen herauszudrängen. Es ist überliefert, dass MacFarland Taylor niemals beim Namen nannte, sondern von ihm nur als „Nigger“ sprach.
In den folgenden Jahren konzentrierte MacFarland sich auf Sechstagerennen sowie Zweier-Mannschaftsfahren und gewann 1900 im New Yorker Madison Square Garden gemeinsam mit Harry Elkes das zweite Sechstagerennen, das mit einer Zweier-Mannschaft ausgetragen wurde. Das Sechstagerennen von Boston im Dezember 1901 gewann MacFarland nach hartem Kampf mit weniger als einer Radlänge gegen George Leander. MacFarland, wegen seines hitzigen Temperaments berüchtigt, war trotzdem der Meinung, Leander habe ihn auf der letzten Runde behindert, und stürzte sich auf diesen. Es kam zu einer Schlägerei mit mehr als 200 Beteiligten. 1909 war MacFarland, „Human Engine“ genannt, gemeinsam mit Jimmy Moran der erste Sieger des Berliner Sechstagerennens. 1901 und 1904 wurde er zudem US-amerikanischer Meister im Zweier-Mannschaftsfahren. 1900 sowie 1904 startete er bei Olympischen Spielen in verschiedenen Radsportdisziplinen, jedoch ohne Medaillenerfolg.

### Manager und Organisator
Insgesamt gewann MacFarland während seiner aktiven Laufbahn 400 Rennen, war aber auch schon währenddessen als Manager und Organisator tätig. Im Januar 1913 veranstaltete er das erste Sechstagerennen in Paris im Vélodrome d’Hiver mit drei amerikanischen Teams am Start; unter den Zuschauern befand sich Ernest Hemingway, der von da an mit dem Sechstage-Virus infiziert war. Floyd MacFarland führte 1914 die von dem Berliner Journalisten Fredy Budzinski erdachte Punktewertung für Zwischenspurts bei Rennen in den USA ein.

### Tod
Im April 1915 sah MacFarland auf der Radrennbahn von Newark, dass ein Verkäufer für Erfrischungen namens David Lantenberg Werbeplakate an die Bande der Bahn schraubte. MacFarland, Direktor der Bahn, hatte dies verboten, weil immer wieder Schrauben oder Nägel auf der Bahn gelandet waren, was gefährlich für die Rennfahrer war. Es kam zu einem lautstarken Streit vor rund 150 Zeugen. Als MacFarland versuchte, Lantenberg den Schraubenzieher zu entwinden, stach dieser ihn mit dem Werkzeug versehentlich in den Hinterkopf; über seine eigene Tat entsetzt brachte Lantenberg MacFarland mit seinem Auto ins Krankenhaus, wo dieser jedoch starb. 1500 Menschen folgten bei der Beerdigung dem Trauerzug. Lantenberg wurde wegen Totschlags angeklagt, aber im Juni desselben Jahres freigesprochen.
MacFarland wurde als schillernde Persönlichkeit beschrieben, von hohem Wuchs, dominant, gebildet, immer elegant gekleidet, voller Überzeugungskraft und Charme, aber auch von aufbrausendem Temperament und rassistischer Einstellung. Ein zeitgenössischer Journalist schrieb in einem Nachruf: „MacFarland war ein Gauner, aber ein liebenswürdiger.“